# سكر رباعي

البنية الكيميائية للستاكيوز

سكر رباعي أو رباعي السكريات أو رباعي السكاريد (بالإنجليزية: Tetrasaccharide)‏ هو من السكريات الناتجة عن التحلل المائي لأربع جزئيات سكر أحادي متشابهة أو مختلفة. مثلًا، ينتج الستاكيوز عن التحلل المائي لجزيء جلوكوز وجزيء فركتوز وجزيئين جلاكتوز. الصيغة العامة للسكريات الرباعية هي C24H42O21.